# Särslövs kyrka
Särslövs kyrka är en kyrkobyggnad i småorten Särslöv och Djurslöv, strax väster om Staffanstorp. Den tillhör Uppåkra församling i Lunds stift.

## Kyrkobyggnaden
Kyrkan byggdes under den romanska tiden. Från denna tid finns kor och långhus bevarat. Valv slogs på 1400-talet. 1862 byggdes kyrkans spetsiga torn med trappgavlar som ersatte en tidigare klockstapel.
I koret finns senmedeltida kalkmålningar bevarade. Dessa tillskrivs Harriemästaren.

## Inventarier
Altaruppsatsen är från 1600-talet. I slutet av 1700-talet försågs den med dagens infällda målningar.

### Orgel
- Den nuvarande orgeln byggdes 1890 av Johannes Magnusson, Göteborg och är en mekanisk orgel. Orgeln har fasta kombinationer.

| Huvudverk I       | Svällverk II        | Pedal   | Koppel |
| Borduna 16´       | Violin Principal 8´ | Bihängd | I/P    |
| Principal 8´      | Rörflöjt 8'         |         | II/P   |
| Flöjt Harmonik 8' | Salicional 8'       |         | II/I   |
| Gamba 8'          | Violin 8'           |         | I 4'/I |
| Octava 4'         | Crescendosvällare   |         |        |